# Vincy-Manœuvre
Vincy-Manœuvre è un comune francese di 222 abitanti situato nel dipartimento di Senna e Marna nella regione dell'Île-de-France.

## Società

### Evoluzione demografica
Abitanti censiti